# Dziewczynka w niebieskiej sukni
Dziewczynka w niebieskiej sukni (niderl. Portret van een onbekend meisje) – obraz holenderskiego malarza barokowego Johannesa Versproncka.

## Opis
Portret przedstawia dziewczynkę o nieznanym pochodzeniu. Na jej status społeczny może wskazywać jedynie kolor farby użyty do jej sportretowania. Verspronck użył błękitu, barwnika wówczas bardzo drogiego, na którego stać było jedynie bardzo bogatych ludzi. Zamówienie na obraz musiało więc nadejść od zamożnej rodziny. Użycie w takiej ilości błękitu przysporzyło malarzowi wiele kłopotów. Jeszcze w XVII wieku błękit był zarezerwowany dla barwy płaszcza Matki Boskiej jako symbolu jej boskości. W czasach malarza walczono o zeświecczenie koloru, co stanowiło część walki o emancypację społeczeństwa świeckiego i świadczyło o zmianach zachodzących w Kościele katolickim. Protestanci – a głównie kalwiniści – uznawali jedynie czerń i biel.
„Walka” o błękit skończyła się z chwilą wynalezienia błękitu pruskiego. Błękit stał się kolorem czasów oświecenia, a z czasem znalazł się na fladze republikańskiej Francji.